# 陳氏蘚
陳氏蘚（学名：Chenia leptophylla）为叢蘚科陳氏蘚屬下的一个种。